# Sylviane Deferne
Sylviane Deferne, née en 1965 à Genève,  est une pianiste suisse, enseignante de musique.

## Biographie
Sylviane Deferne commence à apprendre le piano à l'âge de cinq ans et entre en 1977 au Conservatoire de musique de Genève pour y étudier le piano et remporte le premier prix de virtuosité avec distinction. 
Elle effectue une partie de ses études au Canada à l'Université de Montréal,. En 1985, elle atteint la troisième place du dixième concours international de piano d'Épinal, et est lauréate de la bourse Gabriele de Agostini qui lui permet d'aller se perfectionner à Vienne. Elle est élue « soliste de l'année 1986 » par la Communauté des radios francophones. Elle remporte ensuite plusieurs succès lors de compétitions musicales internationales, notamment le premier prix de la compétition Frank Martin (à Utrecht) à l'unanimité, la place de finaliste lors du concours Clara Haskil,, ainsi que le second prix dans le concours William Kapell en 1989 aux États-Unis, et des Concours Internationaux de Musique de Cologne.  
Après avoir fait une partie de sa carrière à l'étranger, Sylviane Deferne revient s'établir en Suisse en 1996 et y prend des fonctions d'enseignante de musique au Conservatoire de Neuchâtel, puis à la Haute École de musique de Genève. 
En 2008, en tant que professeure, elle soutient la filiation des classes professionnelles du Conservatoire de Neuchâtel avec celui de Genève, dans le but de défendre la formation musicale dans le canton de Neuchâtel.

## Soliste
Sylviane Deferne est l'invitée en tant que soliste au sein de plusieurs orchestres : 
- Orchestre de la Suisse romande
- Orchestre de chambre de Lausanne
- National Symphony Orchestra de Washington D.C.
- Sinfonietta de Varsovie
- Orchestre symphonique de Montréal

## Labels et ensembles
En 2007, elle travaille sous la direction de Charles Dutoit avec le New Philharmonia Orchestra de Londres pour enregistrer le concerto pour deux pianos de Poulenc,.
2007 est aussi l'année où elle rejoint le trio Ceresio, avec lequel elle effectue de nombreux concerts ainsi que des enregistrements pour la Radio Suisse Italienne. 
Elle bénéficie d'une reconnaissance dans le milieu musical et est à ce titre invitée en tant que membre du jury dans plusieurs concours internationaux tels que celui de Genève (2010-2014), de Crans-Montana (2011) ou de Valence (Teresa Llacuna, 2014).

## Ses anciens élèves
- Coraline Parmentier, pianiste interculturelle française.

## Discographie
Sylviane Deferne a participé en tant que pianiste aux œuvres suivantes,,,, :
- 1993 : Œuvres / Louis Hiltbrand / Cascavelle / 1 CD
- 1993 : Concerto for 2 pianos / Francis Poulenc / Decca / 1 CD
- 1995 : Chants de l'aube / autour de Robert Schumann / Les disques SRC/CBC / 1 CD
- 1998 : The last rose of summer / Fanny et Felix Mendelssohn / Les disques SRC/CBC / 1 CD
- 2000 : Sonates pour violon et piano / Pierne & Franck / XXI productions / 1 CD
- 2001 : Méditation... / Franz Liszt / Radio-Canada / 1 CD
- 2003 : L'heure de pointe / La Famille Bémol et La Chorale Numa-Droz Prim's / La Chaux-de-Fonds : Vilaine Production : Peace & Morve : La Famille Bémol / 1 CD
- 2004 : Carmina Burana : version pour 2 pianos et percussions / Carl Orff / Creation / 1 CD
- 2005 : Paysages sonores / J. S. Bach, F. Busoni, F. Schubert / Round Midnight records / 1 CD
- 2007 : Récital de piano / Karol Szymanowski, Frédéric Chopin / Paragraphes / 1 CD
- 2010 : Sonates pour violon et piano / Pierne & Franck / XXI productions / 1 CD
- 2011 : Three Piano Trios : Piano Trio No 2 en do mineur Op. 66 ; Piano Trio en do mineur (1822) ; Piano Trio No 1 en ré mineur Op. 49 / Felix Mendelssohn / Doron Music / 1 CD
- 2011: Autour de Robert Schumann : chants de l'aube / Doron Music / 1 CD
- 2012 : La dernière rose de l'été / Fanny & Felix Mendelssohn  / Doron Music / 1 CD
- 2013 : El duende / Isaac Albeniz, Antonio Soler / Doron Music / 1 CD
- 2013 : Piano concerto in a minor ; Violin concerto in d minor / Felix Mendelssohn-Bartholdy / Doron Music / 1 CD